# Jerome D. Tossy
Jerome D. Tossy (* 28. Februar 1932 in Stambaugh, Michigan; † 18. Februar 2009 in Los Altos, Kalifornien) war ein amerikanischer Orthopäde, der durch seine 1963 publizierte, weit verbreitete Einteilung der Schultereckgelenksverrenkungen bekannt wurde.
Tossys Vater war Zahnarzt, seine Mutter Tänzerin und Sängerin. Nach der East Lansing High School studierte er an der Michigan State University und der Wayne State University, zuletzt als Intern (vergleichbar dem Praktischen Jahr) in Galveston. Die Facharztweiterbildung absolvierte Tossy in Krankenhäusern von Evanston und Los Angeles. Danach diente er kurz in der US-Marine und arbeitete schließlich ab 1965 bis 1992 in einer orthopädischen Privatklinik in Los Altos (Kalifornien), wo er auch lebte und zahlreichen bürgerlichen Vereinen angehörte.